# Palais Széki

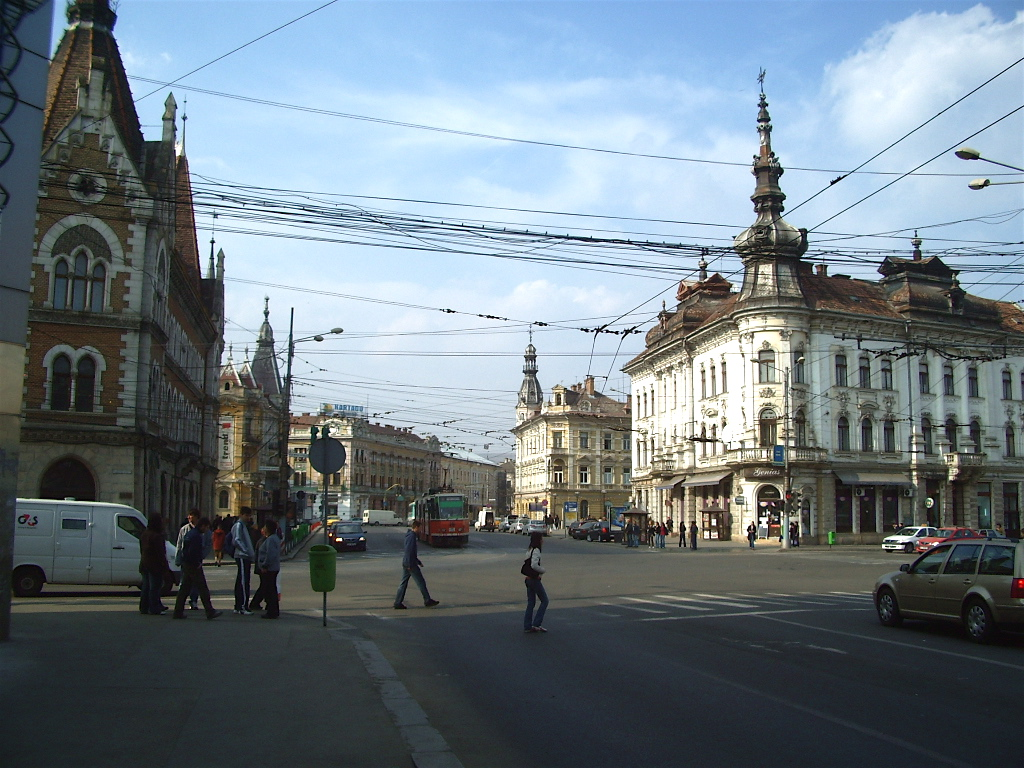
Vue depuis le carrefour de la rue Barițiu (du côté gauche de l'image), Bulevardul Regele Ferdinand et la place Mihai Viteazul (du côté droite de l'image) sur une partie du complexe architectural des rives du Someșul Mic. En arrière-plan on voit le début du boulevard Horea. De gauche à droite : Palatul Széki, palais Berde, Metropol, palais Elian, palais Babos.

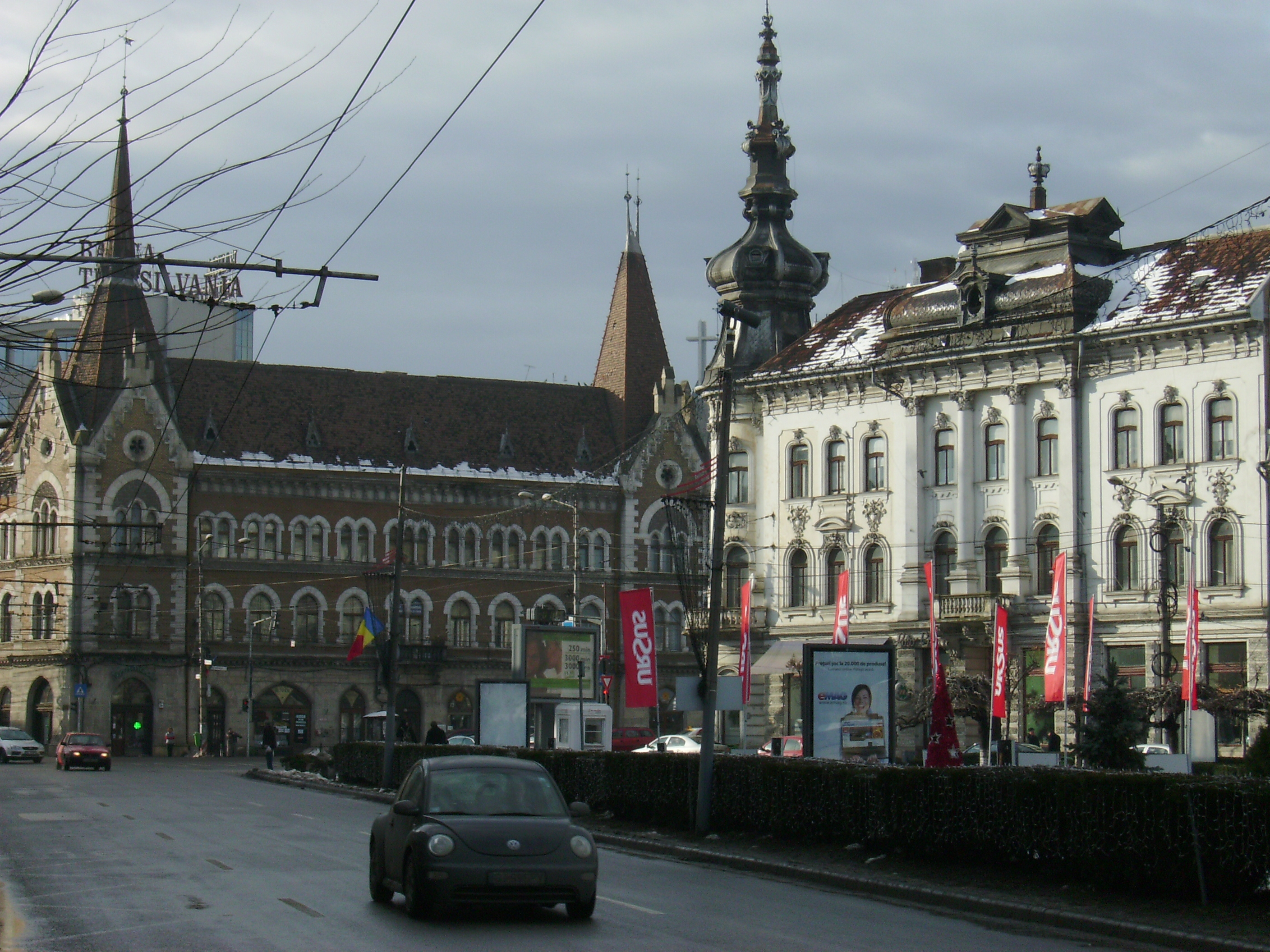
Palais Széki et palais Babos vus depuis la place Mihai Viteazul.

Le Palais Széki (Széki-palota en hongrois, Palatul Széki en roumain), fait partie d'un ensemble architectural construit en 1893 à Cluj, en Roumanie : la ville se trouvait alors en Autriche-Hongrie. Cet ensemble s'étend sur les deux rives de Someșul Mic autour du pont qui marque la fin du boulevard du roi Ferdinand et le début du boulevard Horea. Les édifices qu'on y trouve sont de styles néogothique, éclectique et sécession. Ils sont remarquables par leurs tailles imposantes ainsi que par la richesse de leur décoration : c'étaient des résidences d'un riche propriétaire, le pharmacien et professeur universitaire Tibor Széki.

## Histoire et architecture
Le palais Széki a été construit en style néogothique selon les plans de l'architecte Samu Pecz (1854-1922) au n° 37 du boulevard Regele Ferdinand.